# Violeta González
Violeta González Ríos (Málaga, 4 de mayo de 1989) es una ex gimnasta rítmica española que compitió en la selección nacional de gimnasia rítmica de España, principalmente en modalidad de conjuntos. Posee 2 medallas en pruebas de la Copa del Mundo (bronce en 5 cintas y plata en 3 aros y 4 mazas en Portimão 2006), entre otras preseas en competiciones nacionales e internacionales. Posteriormente ha trabajado en la producción de programas de televisión como Tonterías las justas, y actualmente trabaja como actriz, habiendo participado en varias obras de teatro y producciones audiovisuales. 

## Biografía deportiva

### Inicios
Se inició en la gimnasia rítmica en el Club Guadalmedina de Málaga. Con este club, en categoría alevín fue bronce tanto por autonomías como en manos libres en el Campeonato de España de Clubes y Autonomías (Individual «B») celebrado en Zaragoza en mayo de 1999, así como subcampeona de Andalucía. Después pasó al Club Gimnasia Rítmica Marbella de la ciudad homónima, donde fue entrenada por María Eugenia Díaz Mateos, llegando a formar parte también de la selección andaluza. Con el Club Marbella logró la medalla de oro en categoría infantil en el Campeonato de España de Conjuntos de Málaga (2000), y el 2º y el 3er puesto en Campeonatos de Andalucía.

### Etapa en la selección nacional

#### 2002 - 2004: etapa en la selección júnior
Hacia 2002 fue reclamada por la selección individual júnior junto a Verónica Ruiz para participar en el torneo Cerceu D'Or (Aro de Oro) en Bulgaria. Ese mismo año fue convocada por el conjunto júnior nacional y en 2003 participó como integrante del mismo en el Campeonato de Europa de Riesa, donde el combinado español fue 7º con el ejercicio de 5 aros. Aquel conjunto júnior estaba integrado por Violeta, Cristina Dassaeva, Laura García Repo, Esther Rodríguez Rojo, Verónica Ruiz y Paula de Juan Corral como suplente. 
En 2004, como gimnasta individual júnior de la selección, fue 2ª en pelota y 3ª en aro en el Campeonato de Europa en Edad Escolar.

#### 2004 - 2008: etapa en el conjunto sénior

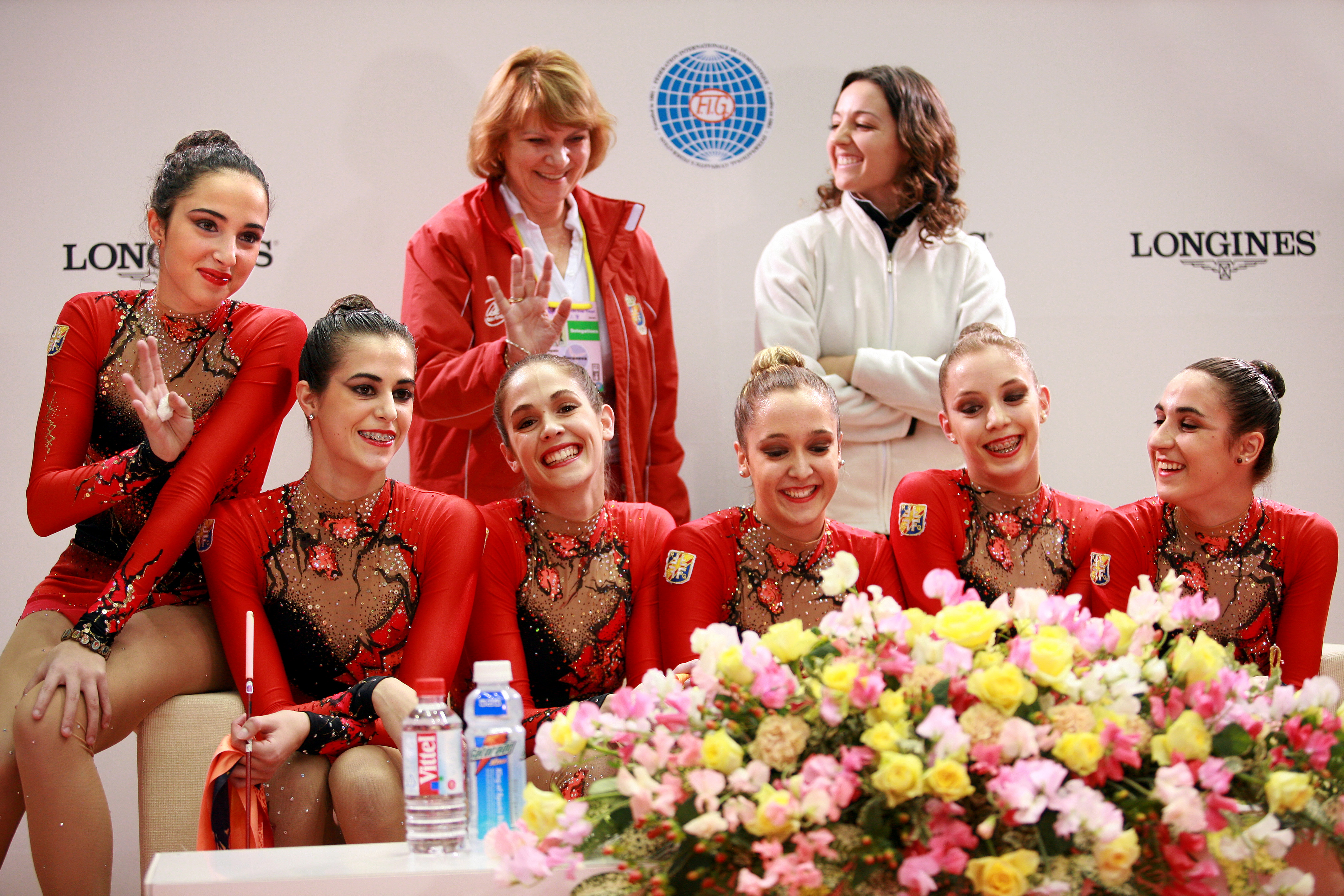
Violeta (1ª a la izquierda) con el conjunto español en la Final de la Copa del Mundo de Mie (2006).

Hacia finales de 2004 fue reclamada para formar parte del conjunto sénior de la selección nacional de gimnasia rítmica de España. Entrenó desde entonces una media de 8 horas diarias en el Centro de Alto Rendimiento de Madrid a las órdenes de la seleccionadora Anna Baranova y la entrenadora Sara Bayón. Para 2005 fue becada por el Plan Andalucía Olímpica.
En 2006 recibió la beca ADO y se convirtió en gimnasta titular del conjunto en el ejercicio de 3 aros y 4 mazas, mientras que en el de 5 cintas actuaba Bárbara González Oteiza en su lugar. A principios de marzo de 2006, el conjunto español obtiene 3 medallas de plata en el Torneo Internacional de Madeira. En septiembre, en la prueba de la Copa del Mundo celebrada en Portimão, el conjunto logra el bronce en 5 cintas y la plata en 3 aros y 4 mazas, además del 5º puesto en el concurso general. Ese mismo mes, en el Campeonato de Europa de Moscú logró el 5º puesto en el concurso general y el 5º puesto en la final de 5 cintas. En noviembre el combinado español participó en la Final de la Copa del Mundo en Mie, donde obtuvo el 5º puesto en 5 cintas y el 8º en 3 aros y 4 mazas. El conjunto estuvo integrado este año por Violeta, Bárbara González Oteiza, Lara González, Isabel Pagán, Ana María Pelaz y Nuria Velasco.
En 2007 recibió de nuevo la beca ADO, y desde ese año hasta 2008 pasó a ser gimnasta suplente del conjunto, permaneciendo en la concentración preparatoria de los Juegos junto a otras reservas como Sandra Aguilar, Cristina Dassaeva, Sara Garvín o Lidia Redondo.

### Retirada de la gimnasia
Se retiró en junio de 2008. Tras su retirada, estudió arte dramático en la Escuela de Interpretación Cristina Rota de Madrid, actuando durante dos años en la obra de teatro La katarsis del tomatazo de la Sala Mirador de Madrid. También estudió en la Escuela Superior de Comunicación, Imagen y Sonido (CEV). Como integrante de la productora 7 y acción, de 2010 a 2011 fue parte del equipo de producción del programa de televisión Tonterías las justas de Cuatro, realizando las reservas del público y participando en la organización, además de aparecer recurrentemente como figurante. Violeta ha trabajado desde entonces en varias ocasiones como actriz, habiendo participado por ejemplo en dos spots de televisión con Miki Nadal para la campaña publicitaria «El tamaño sí importa» de LG en 2014, o en obras de teatro como El filantropófago en 2016 en el Teatro Cervantes de Málaga y en Microteatro Málaga, entre otras producciones audiovisuales.

## Equipamientos
| Período     | Proveedor       |
| ----------- | --------------- |
| 2002 - 2006 | Li-Ning         |
| 2006 - 2008 | Austral         |
| 2008        | Dvillena Esport |

## Música de los ejercicios
| Año         | Aparatos         | Música |
| ----------- | ---------------- | --- |
| 2005 - 2006 | 5 cintas         | «El conquistador» de Maxime Rodríguez. |
| 2006 - 2007 | 3 aros y 4 mazas | «Tristan & Iseult» de Maxime Rodríguez. |
| 2007        | 5 cuerdas        | Temas «Be», «Mayumana», «DJ I» y «Batucada», de Mayumana. |
| 2008        | 5 cuerdas        | Medley de varios temas, entre ellos «Asesinato del padre» de la banda sonora de Salomé (compuesta por Roque Baños), y «One» y «Capitán Casanova» de Rodrigo y Gabriela. |
| 2008        | 3 aros y 4 mazas | «Apocalypse Warrior (Drone)», «Voices of War (Emotional Version Featuring Female Vocal)», «Apocalypse Warrior (Orchestral Action Version)», «Voices of War (Action Version Featuring Choral)», «Apocalypse Warrior (Emotional Version Featuring Female Vocal)» y «New Empire (Orchestral Action version)», todos del álbum The Final Combat de Philippe Guez y Patrick Maarek. |

## Palmarés deportivo

### Selección española
| 2003 - Campeonato de Europa Júnior de Riesa 8º puesto en primera calificación 1.er puesto en segunda calificación 7º puesto en final (5 aros) 2004 - Campeonato de Europa en Edad Escolar Plata en pelota Bronce en aro 2006 - Torneo Internacional de Madeira Plata en concurso general Plata en 5 cintas Plata en 3 aros y 4 mazas | 2006 (continuación) - Grand Prix de Thiais 5º puesto en concurso general Resultado en finales desconocido - Prueba de la Copa del Mundo en Génova 6º puesto en concurso general 10º puesto en 5 cintas 9º puesto en 3 aros y 4 mazas - Prueba de la Copa del Mundo en Portimão 5º puesto en concurso general Bronce en 5 cintas Plata en 3 aros y 4 mazas - Campeonato de Europa de Moscú 5º puesto en concurso general 5º puesto en 5 cintas - Final de la Copa del Mundo en Mie 5º puesto en 5 cintas 8º puesto en 3 aros y 4 mazas |

## Galería

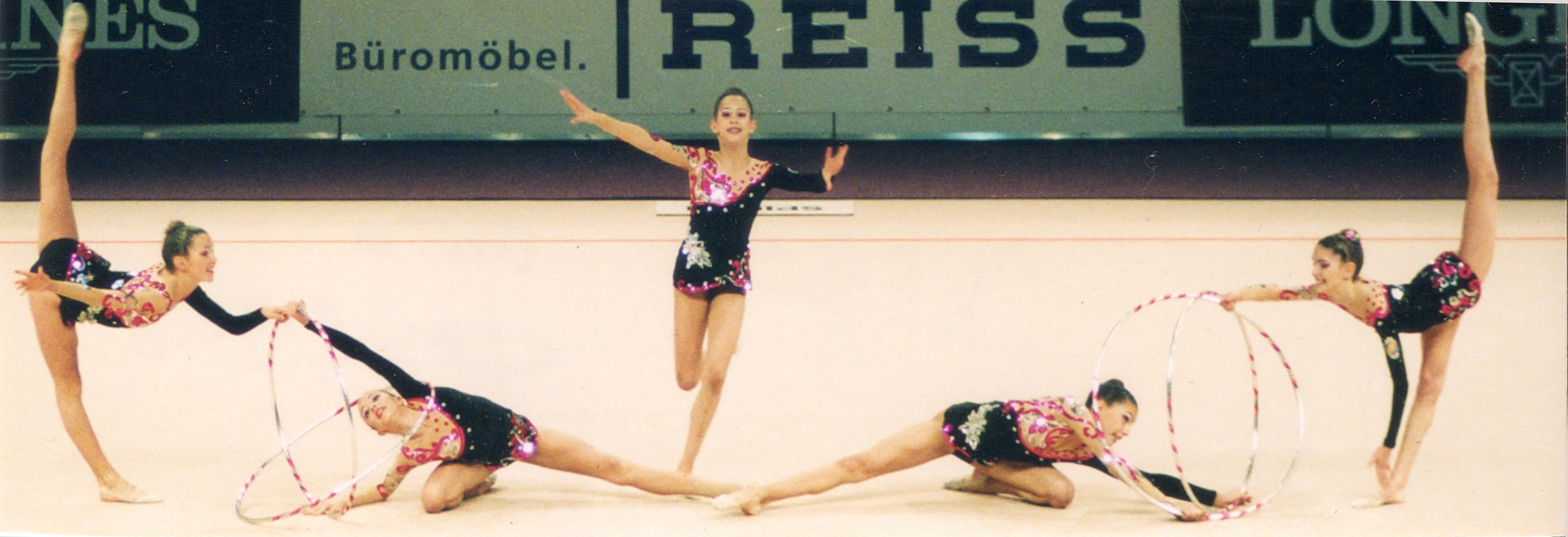
Violeta (segunda a la izquierda) con el conjunto júnior en el Europeo de Riesa (2003).
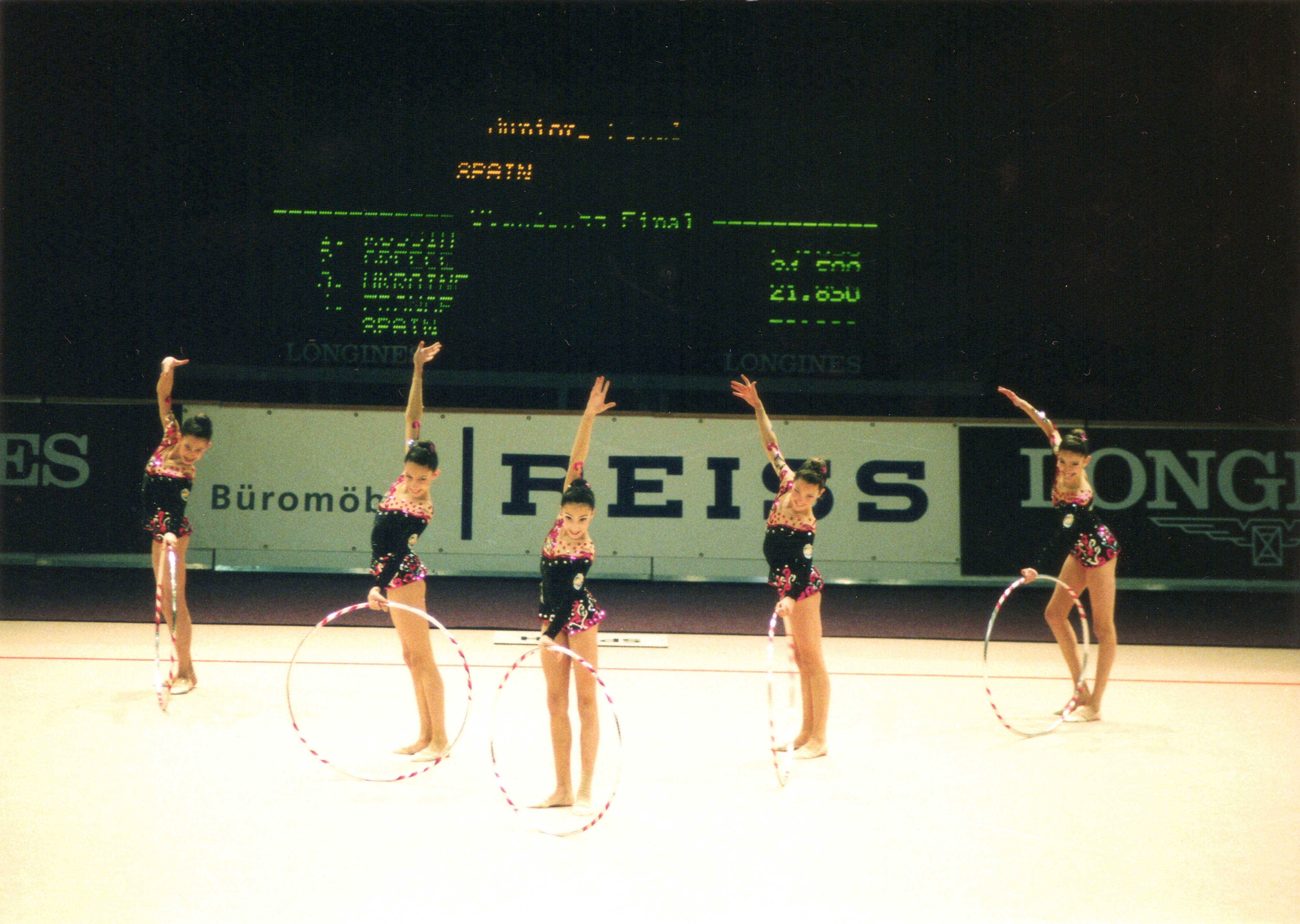
Otro momento del ejercicio de aros en el mismo Europeo, con Violeta en el centro.

## Filmografía

### Programas de televisión
| Programas de televisión | Programas de televisión | Programas de televisión | Programas de televisión           |
| Año                     | Título                  | Cadena                  | Notas                             |
| ----------------------- | ----------------------- | ----------------------- | --------------------------------- |
| 2004                    | Escuela del deporte     | La 2 de TVE             | Entrevistada en reportaje         |
| 2007                    | Olímpicos. ADO 2008     | La 2 de TVE             | Aparición en reportaje            |
| 2010 - 2011             | Tonterías las justas    | Cuatro                  | Figurante y labores de producción |

### Teatro
| Obras de teatro | Obras de teatro          | Obras de teatro | Obras de teatro | Obras de teatro                                 |
| Año             | Título                   | Personaje       | Director        | Lugar                                           |
| --------------- | ------------------------ | --------------- | --------------- | ----------------------------------------------- |
| ?               | La katarsis del tomatazo | -               | -               | Sala Mirador de Madrid                          |
| 2016            | El filantropófago        | -               | Jamp Palô       | Teatro Cervantes de Málaga y Microteatro Málaga |

### Publicidad
- Dos spots de televisión con Miki Nadal para la campaña publicitaria «El tamaño sí importa» de LG (2014).[10][11]